# Musée Pasteur
Le musée Pasteur est ouvert au public en 1935 dans l'Institut Pasteur au 25, rue du Docteur-Roux, dans le quartier Necker du 15e arrondissement de Paris. Le bâtiment est classé aux monuments historiques en 1981,. Le musée trouve son origine dans une donation familiale dans les années 1930. Le professeur Louis Pasteur Vallery-Radot, petit-fils du savant Louis Pasteur, soucieux de perpétuer l'esprit des lieux en reconstituant l'appartement dans son aménagement initial, fait don à l'Institut Pasteur de tous les meubles et objets ayant appartenu à ses grands-parents.
Les appartements de Monsieur et Madame Louis Pasteur sont remarquablement conservés et offrent aussi un témoignage historique parfait de l'habitat bourgeois parisien à la fin du XIXe siècle.
Le musée est fermé pour travaux. La réouverture est prévue en 2027.

## Description
Le musée Pasteur, consacré à la vie de Louis Pasteur, est installé dans l'appartement occupé par celui-ci les sept dernières années de sa vie.
La visite se termine par la chapelle d'inspiration byzantine. Sur un plan de l'architecte Charles Girault, la crypte où reposent Louis Pasteur et son épouse, a été ornée de mosaïques, réalisées par l'atelier parisien de mosaïstes Guilbert-Martin. 
Celles-ci ont été réalisées sur la base des dessins et cartons du peintre Luc-Olivier Merson, évoquant les différents travaux et domaines d'activité du savant.

Musée Pasteur de Paris
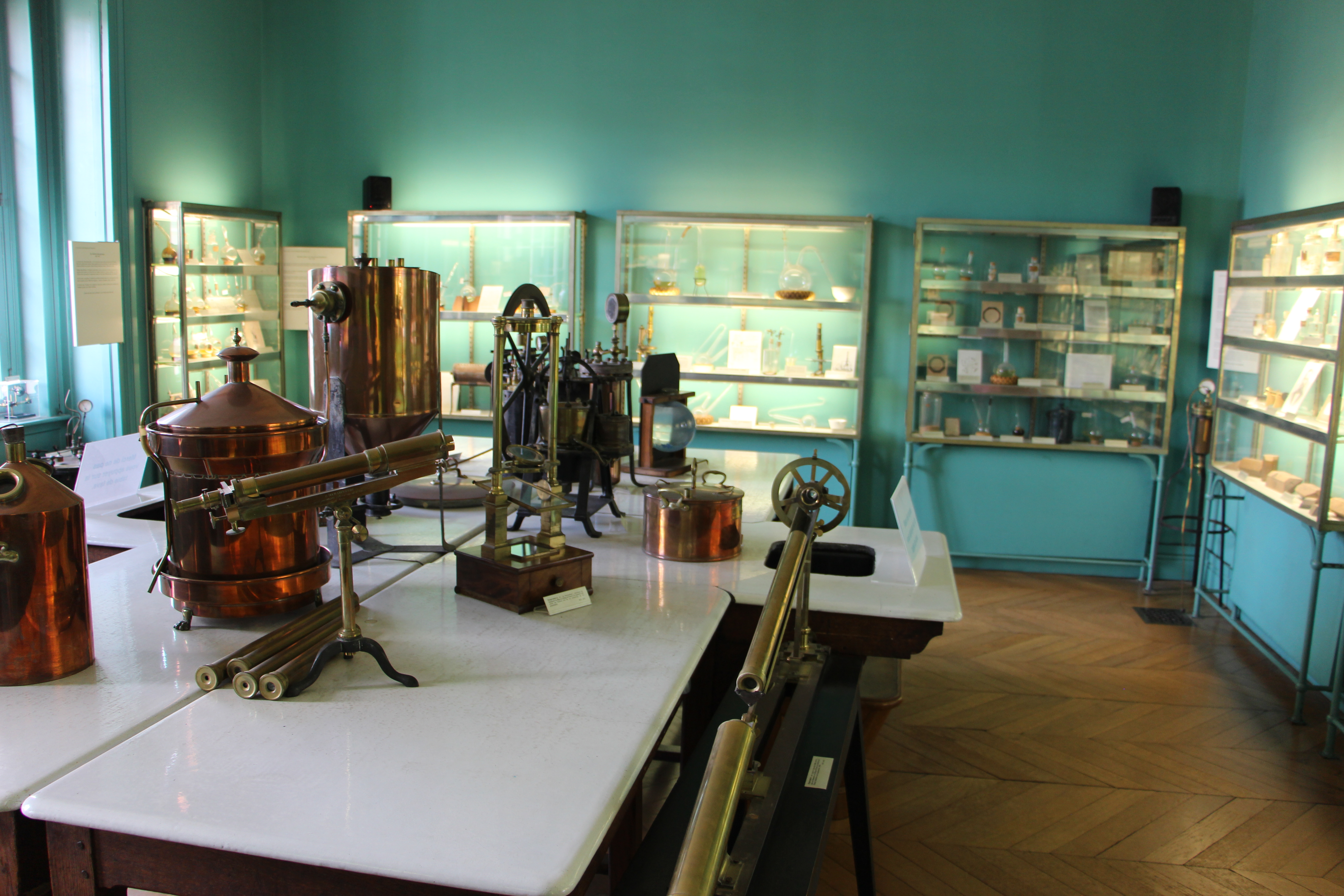
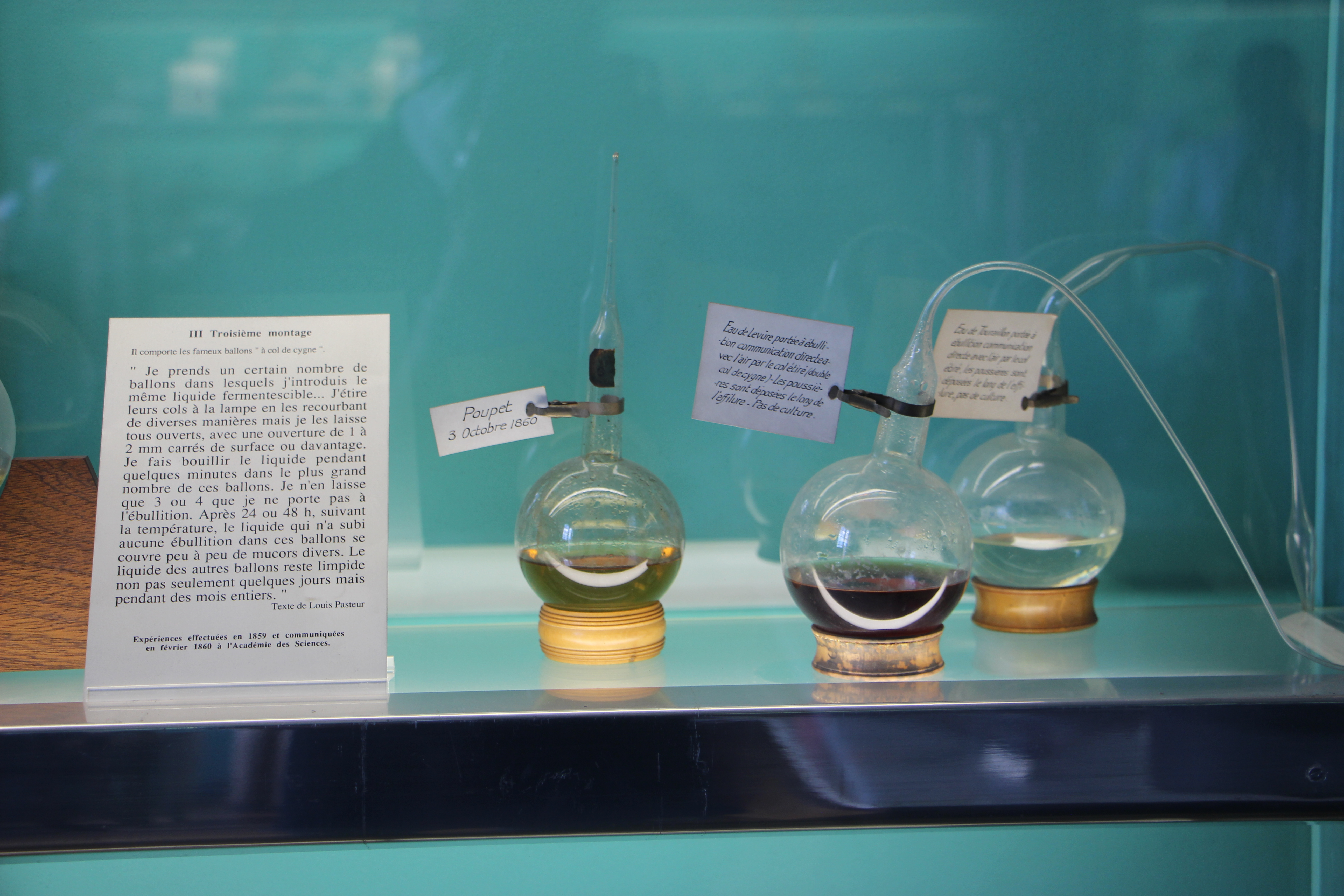
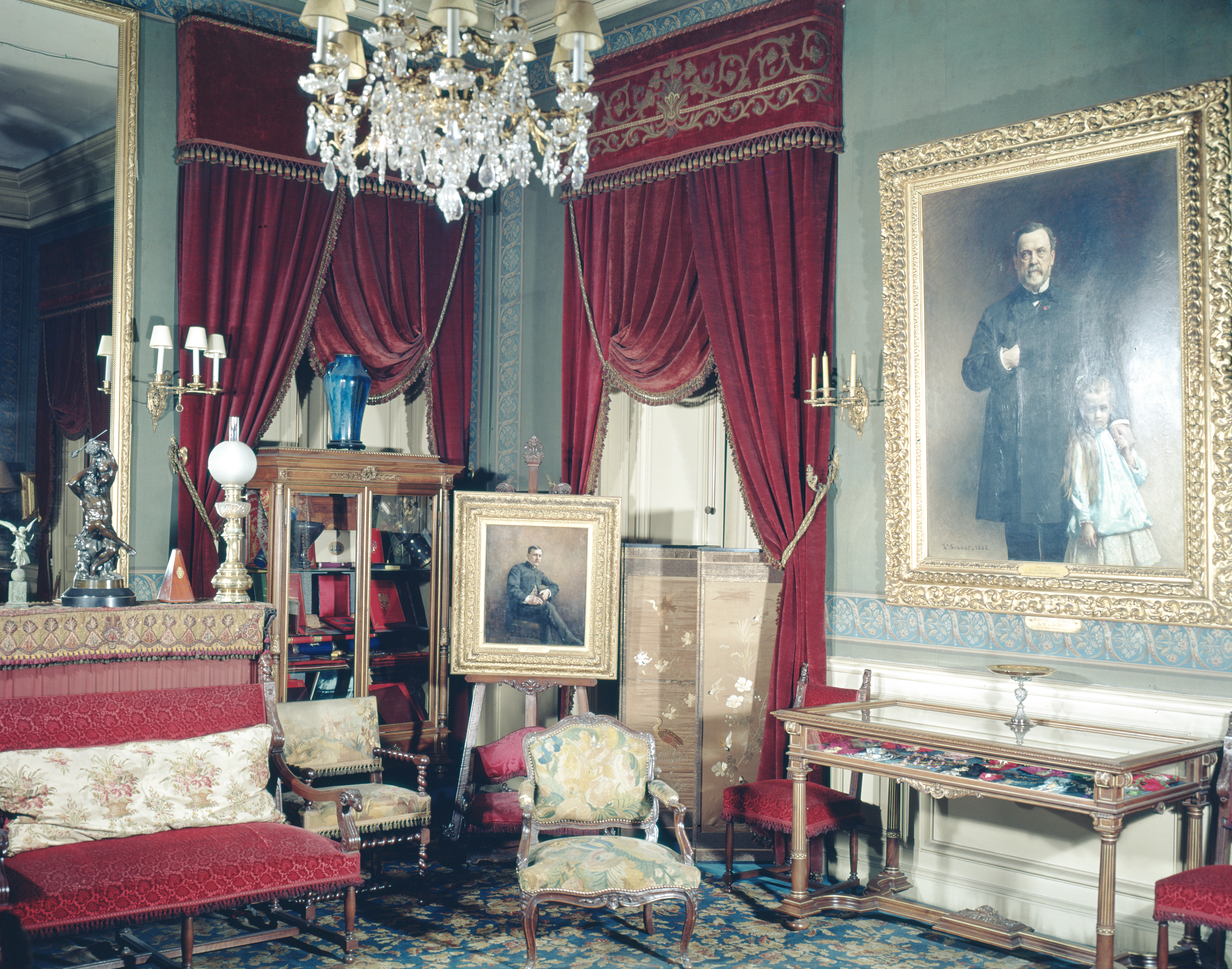
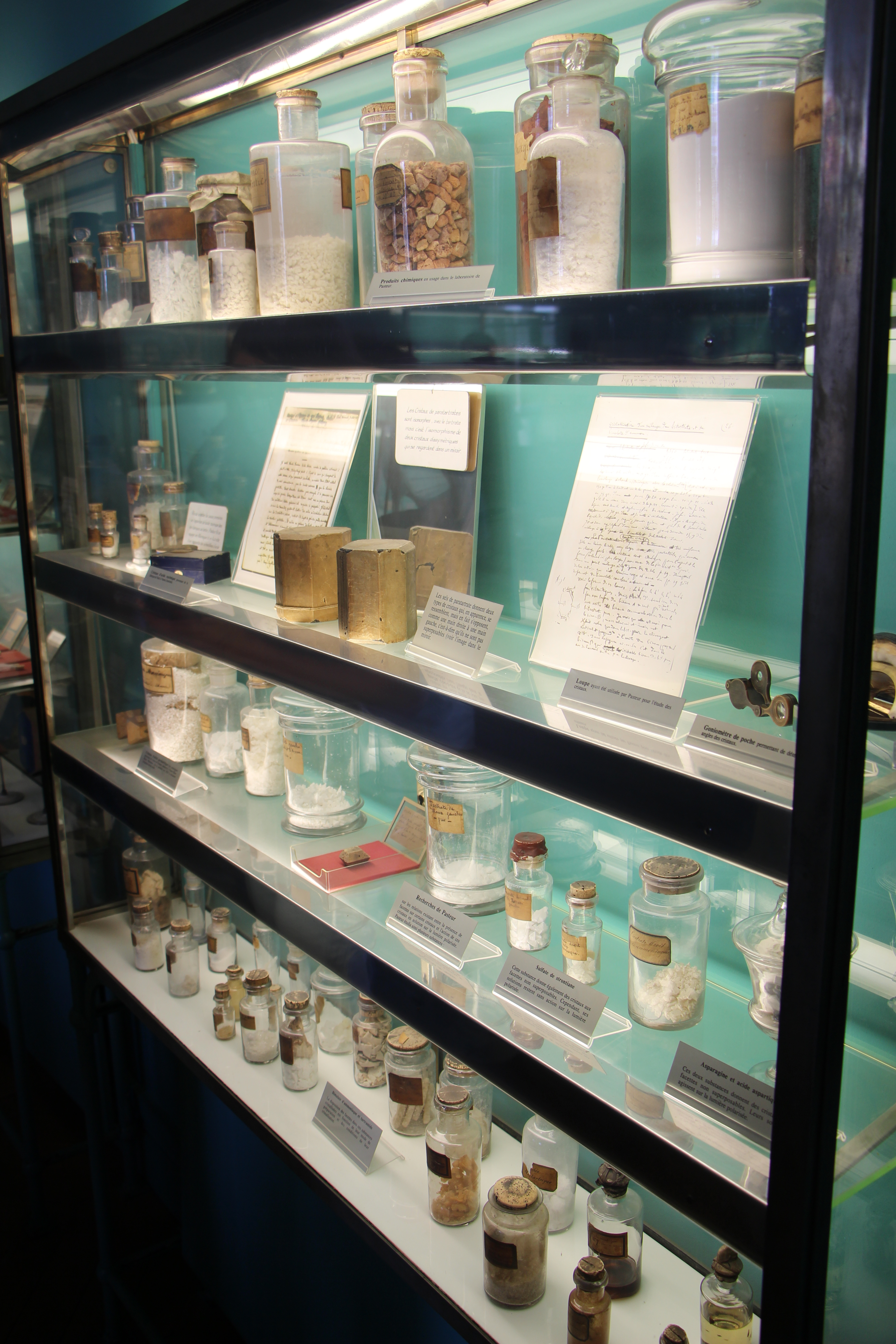
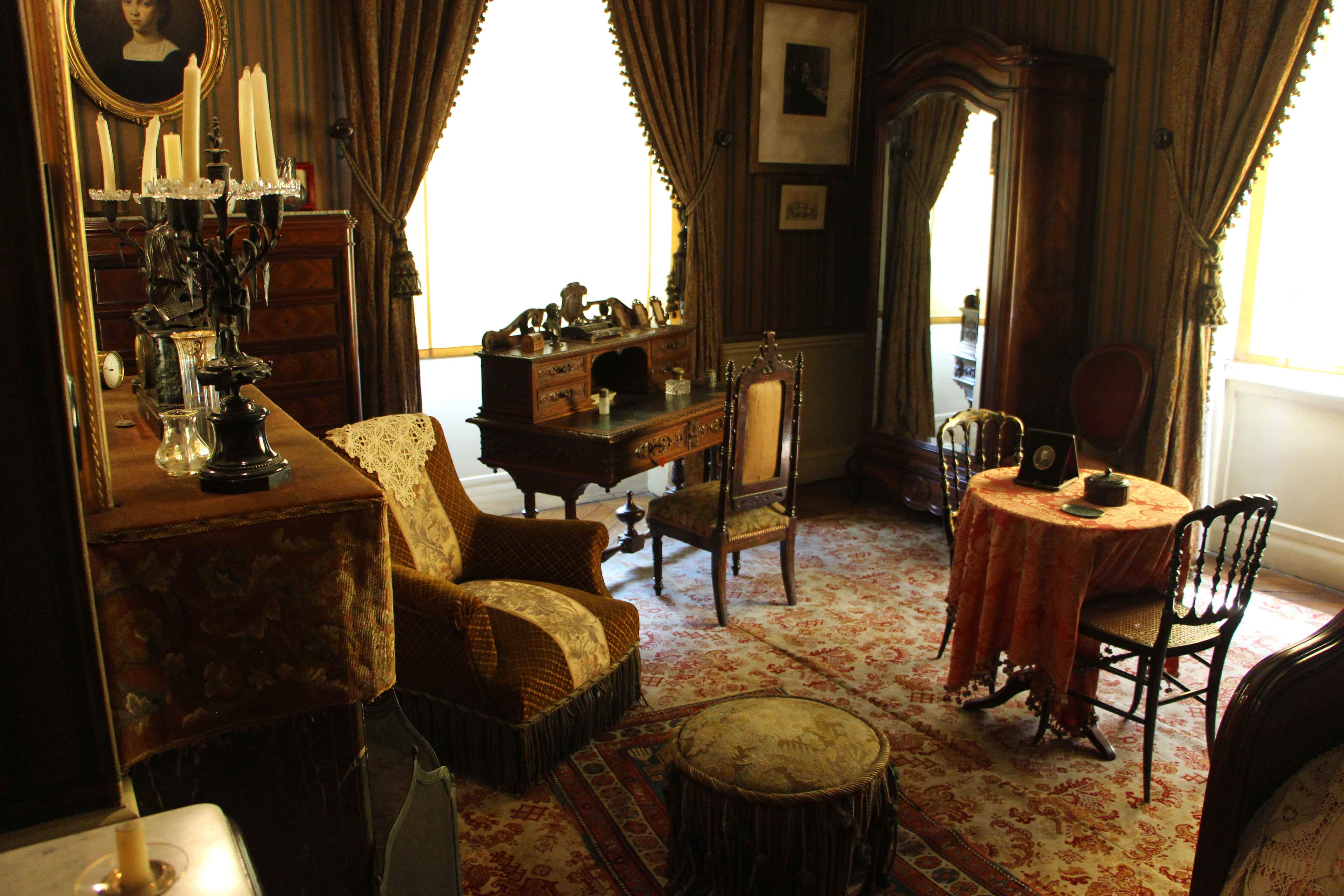
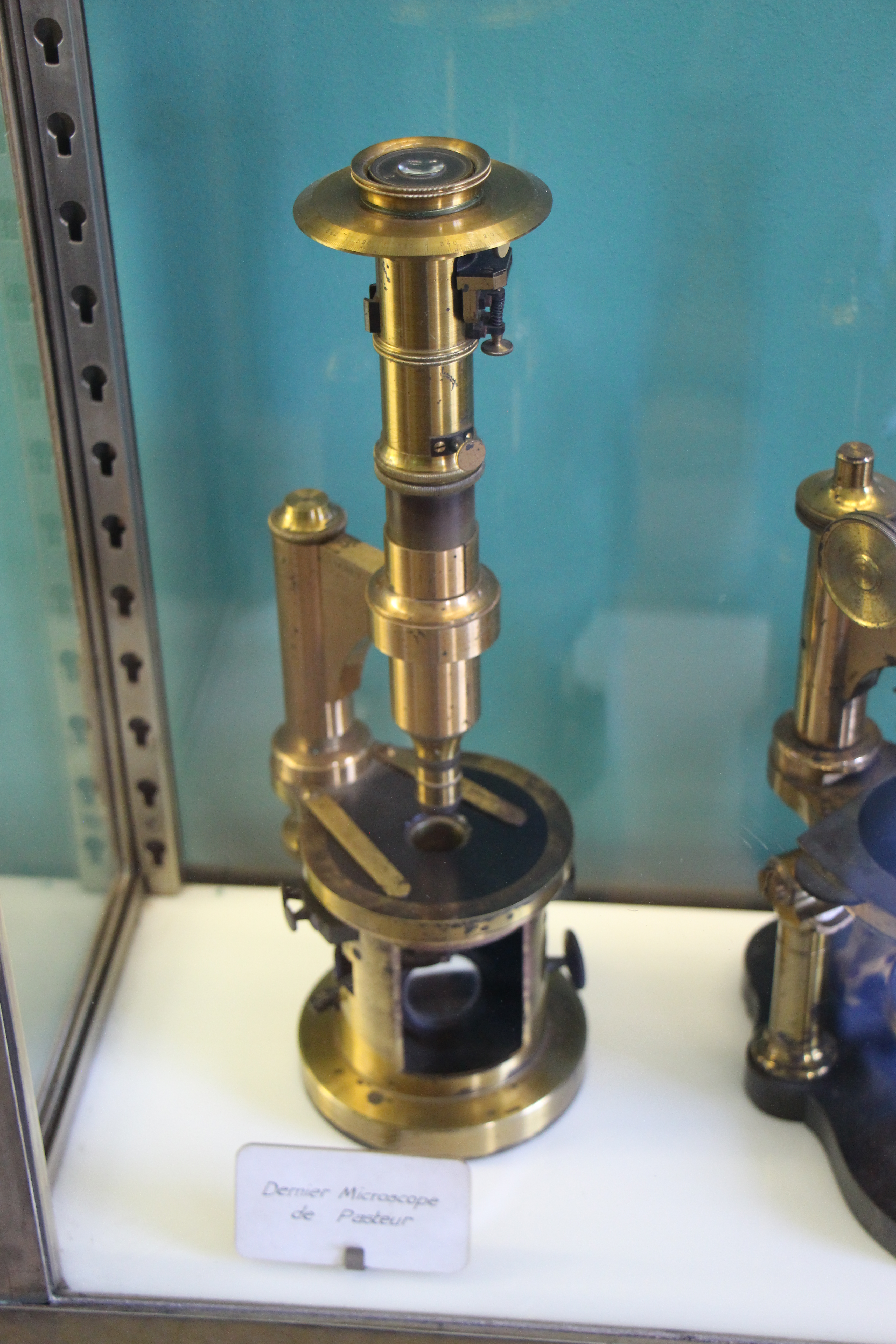
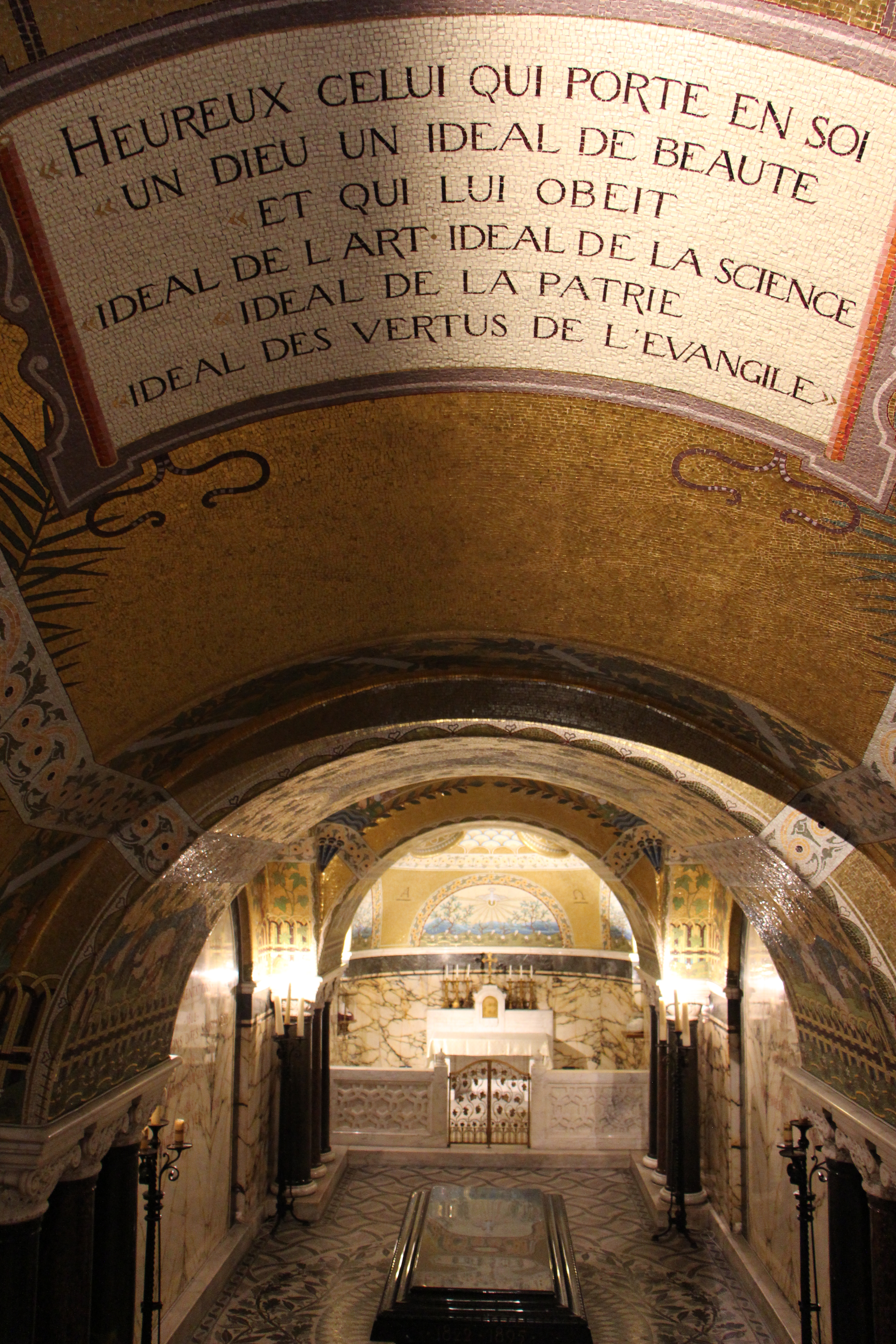
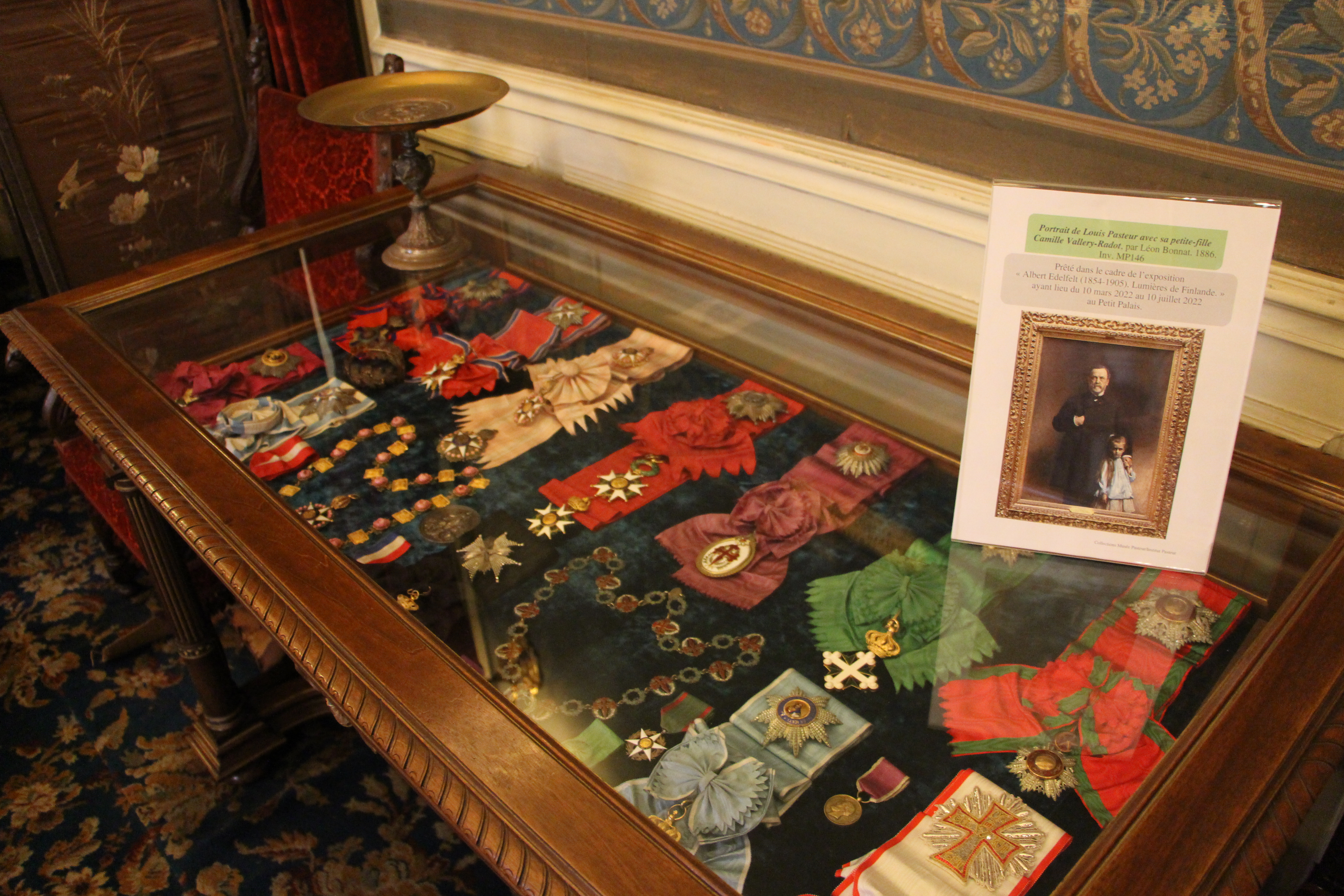
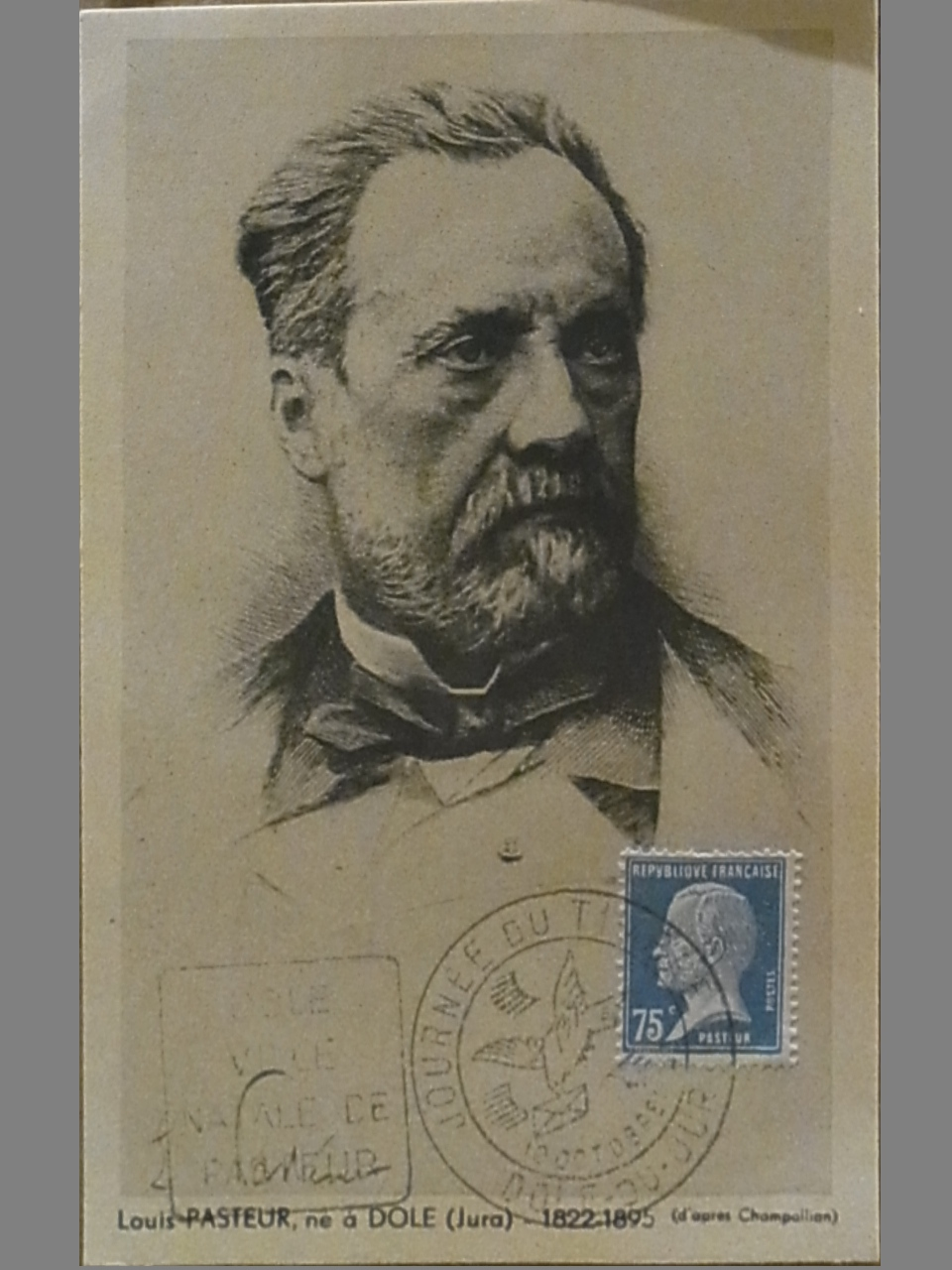